# Julia Ibes
Julia Ibes (15 oktober 1999) is een Nederlands voetbalspeelster die speelt voor het Griekse Aris FC.
Toen de club Achilles'29 na het seizoen 2018–19 ophield te bestaan, ging Ibes over naar Excelsior/Barendrecht, waarmee ze in de Nederlandse Eredivisie Vrouwen bleef spelen. In 2021 vertrok ze naar KRC Genk en later FC Eindhoven, waar ze in 2023 vertrok naar Aris FC.

## Statistieken
| Seizoen | Club                  | Land      | Competitie | Wedstrijden | Doelpunten |
| ------- | --------------------- | --------- | ---------- | ----------- | ---------- |
| 2018/19 | Achilles'29           | Nederland | Eredivisie | 21          | 1          |
| 2019/20 | Excelsior/Barendrecht | Nederland | Eredivisie | 5           | 1          |
| Totaal  | Totaal                | Totaal    | Totaal     | 63          | 25         |

Laatste update: november 2019

## Interlands
Ibes was onderdeel van de selectie van Oranje O19, maar is nooit opgesteld.